# (34818) 2001 SQ116
2001 SQ116 (asteroide 34818) é um asteroide da cintura principal. Possui uma excentricidade de 0,14028140 e uma inclinação de 4,53506º.
Este asteroide foi descoberto no dia 16 de setembro de 2001 por LINEAR em Socorro.